# 鄭忻如
鄭忻如（Colin Cheng Xin Ru，1989年9月10日—），是一名新加坡的帆船運動員。曾參加2012年和2016年兩屆奧運，分別獲得第15名和第20名。他也參加了2006年、2010年和2014年三屆奧運，獲得一枚金牌、一枚銀牌和一枚銅牌。

## 參賽紀錄
| 年份 | 賽事           | 主辦城市   | 名次   | 項目           |
| ---- | -------------- | ---------- | ------ | -------------- |
| 2012 | 奧林匹克運動會 | 倫敦       | 第15名 | 單人小艇雷射型 |
| 2016 | 奧林匹克運動會 | 里約熱內盧 | 第20名 | 單人小艇雷射型 |

## 外部連結
- Colin Cheng （页面存档备份，存于） - ISAF